# Sitka (pleme)
 Ovo je glavno značenje pojma Sitka (pleme). Za druga značenja pogledajte Sitka (pleme) (razdvojba).
Sitka, pleme američkih Indijanaca sa zapadnih obala otoka Baranof i Chichagof pred obalom Aljaske. Jezično pripadaju porodici Koluschan, odnosno skupini plemena poznatoj kao Tlingit. Njihova naselja su bila: Sitka, na mjestu suvremenog grada Sitka; Dahet; Keshkunuwu; Kona; Kushtahekdaan; Tlanak; Tluhashaiyikan, nasuprot Mount Edgecombe; i ljetne kampove Old Sitka, na otoku Baranof; i Silver Bay.
Svoje ime Sitke su dobili po glavnom naselju čije je značenje  'on Shi' , odnosno  'na Shi' , njihovom nazivu za otok Baranof. Populacija im je 1880. iznosila 721, od čega 540 u  'gradu'  Sitka.  Među njima postojali su klanovi Kagwantan, Katagwasi, Katkaayi, Kiksadi, Kokhittan i Tluknahadi. 

## Vanjske poveznice
- Sitka potlatch (slika)  Arhivirana inačica izvorne stranice od 29. svibnja 2010. (Wayback Machine)
- Sitka Tribe of Alaska